# Харборфронт-лендмарк
Харборфронт-лендмарк (The Harbourfront Landmark, 海名軒) — 70-этажный гонконгский небоскрёб, по состоянию на 2013 год являлся 18-м по высоте зданием города. Расположен в округе Коулун-Сити, в районе Хунхам, входит в состав комплекса Харборфронт (наряду с тремя 20-этажными башнями — отелем Харбор-плаза и офисными центрами Харборфронт 1 и Харборфронт 2). Построен в 2001 году в стиле постмодернизма (на момент строительства был самым высоким зданием на полуострове Коулун). Имеет семь подземных этажей. Девелопером проекта выступает компания Cheung Kong Holdings. 